# A kalcium izotópjai
A kalciumnak (Ca) négy stabil (40Ca és 42Ca-től 44Ca-ig), valamint két további olyan izotópja van (46Ca és 48Ca), melyek felezési ideje olyan hosszú, hogy minden gyakorlati szempont szerint stabilnak tekinthetők. Van egy kozmogén radioaktív izotópja is, a 41Ca, melynek felezési ideje 103 000 év. A Föld légkörében keletkező kozmogén izotópokkal szemben a 41Ca a 40Ca neutron aktivációja során keletkezik. Legnagyobb mennyiségben a talaj felső kb. egy méteres rétegében keletkezik, ahol a kozmikus sugárzás neutrunfluxusa még elegendően nagy. A 41Ca nagy figyelmet kapott a csillagok tanulmányozásában, mivel bomlásterméke, a 41K, a naprendszer-anomáliák kritikus indikátora.
A természetben előforduló kalcium 97%-a 40Ca. A 40Ca a 40K bomlásának egyik terméke, az 40Ar-nel együtt. Míg a K-Ar kormeghatározást kiterjedten használják a geológiai tudományokban, a 40Ca elterjedtsége nagyon megnehezíti a kormeghatározásra történő felhasználását. Tömegspektrometriát és egy kettős izotóphígításos eljárást alkalmazó módszert használnak K-Ca kormeghatározásra.

Standard atomtömeg: 40,078(4) u

## Táblázat
| Az izotóp jele | Z(p)                | N(n)                | Az izotóp tömege (u) | felezési idő          | magspin | jellemző izotóp- összetétel (móltört) | természetes ingadozás (móltört) |
| Az izotóp jele | gerjesztési energia | gerjesztési energia | gerjesztési energia  | felezési idő          | magspin | jellemző izotóp- összetétel (móltört) | természetes ingadozás (móltört) |
| -------------- | ------------------- | ------------------- | -------------------- | --------------------- | ------- | ------------------------------------- | ------------------------------- |
| 34Ca           | 20                  | 14                  | 34,01412(32)#        | <35 ns                | 0+      |                                       |                                 |
| 35Ca           | 20                  | 15                  | 35,00494(21)#        | 25,7(2) ms            | 1/2+#   |                                       |                                 |
| 36Ca           | 20                  | 16                  | 35,99309(4)          | 102(2) ms             | 0+      |                                       |                                 |
| 37Ca           | 20                  | 17                  | 36,985870(24)        | 181,1(10) ms          | (3/2+)  |                                       |                                 |
| 38Ca           | 20                  | 18                  | 37,976318(5)         | 440(8) ms             | 0+      |                                       |                                 |
| 39Ca           | 20                  | 19                  | 38,9707197(20)       | 859,6(14) ms          | 3/2+    |                                       |                                 |
| 40Ca           | 20                  | 20                  | 39,96259098(22)      | STABIL [>5,9·1021 év] | 0+      | 0,96941(156)                          | 0,96933–0,96947                 |
| 41Ca           | 20                  | 21                  | 40,96227806(26)      | 1,02(7)·105 év        | 7/2‒    |                                       |                                 |
| 42Ca           | 20                  | 22                  | 41,95861801(27)      | STABIL                | 0+      | 0,00647(23)                           | 0,00646–0,00648                 |
| 43Ca           | 20                  | 23                  | 42,9587666(3)        | STABIL                | 7/2‒    | 0,00135(10)                           | 0,00135–0,00135                 |
| 44Ca           | 20                  | 24                  | 43,9554818(4)        | STABIL                | 0+      | 0,02086(110)                          | 0,02082–0,02092                 |
| 45Ca           | 20                  | 25                  | 44,9561866(4)        | 162,67(25) nap        | 7/2‒    |                                       |                                 |
| 46Ca           | 20                  | 26                  | 45,9536926(24)       | STABIL [>100·1015 év] | 0+      | 0,00004(3)                            | 0,00004–0,00004                 |
| 47Ca           | 20                  | 27                  | 46,9545460(24)       | 4,536(3) nap          | 7/2‒    |                                       |                                 |
| 48Ca           | 20                  | 28                  | 47,952534(4)         | 43(38)·1018 év        | 0+      | 0,00187(21)                           | 0,00186–0,00188                 |
| 49Ca           | 20                  | 29                  | 48,955674(4)         | 8,718(6) perc         | 3/2‒    |                                       |                                 |
| 50Ca           | 20                  | 30                  | 49,957519(10)        | 13,9(6) s             | 0+      |                                       |                                 |
| 51Ca           | 20                  | 31                  | 50,9615(1)           | 10,0(8) s             | (3/2‒)# |                                       |                                 |
| 52Ca           | 20                  | 32                  | 51,96510(75)         | 4,6(3) s              | 0+      |                                       |                                 |
| 53Ca           | 20                  | 33                  | 52,97005(54)#        | 90(15) ms             | 3/2‒#   |                                       |                                 |
| 54Ca           | 20                  | 34                  | 53,97435(75)#        | 50# ms [>300 ns]      | 0+      |                                       |                                 |
| 55Ca           | 20                  | 35                  | 54,98055(75)#        | 30# ms [>300 ns]      | 5/2‒#   |                                       |                                 |
| 56Ca           | 20                  | 36                  | 55,98557(97)#        | 10# ms [>300 ns]      | 0+      |                                       |                                 |
| 57Ca           | 20                  | 37                  | 56,99236(107)#       | 5# ms                 | 5/2‒#   |                                       |                                 |

## Fordítás
- Ez a szócikk részben vagy egészben  az   Isotopes of calcium című angol Wikipédia-szócikk ezen változatának fordításán alapul.  Az eredeti cikk szerkesztőit annak laptörténete sorolja fel. Ez a jelzés csupán a megfogalmazás eredetét és a szerzői jogokat jelzi, nem szolgál a cikkben szereplő információk forrásmegjelöléseként.

## Külső hivatkozások
- Izotóptömegek: Ame2003 Atomic Mass Evaluation by G. Audi, A.H. Wapstra, C. Thibault, J. Blachot and O. Bersillon in Nuclear Physics A729 (2003).
- Izotópösszetétel és standard atomtömegek: Atomic weights of the elements. Review 2000 (IUPAC Technical Report). Pure Appl. Chem. Vol. 75, No. 6, pp. 683–800, (2003) and Atomic Weights Revised (2005) Archiválva 2008. március 5-i dátummal a Wayback Machine-ben.
- A felezési időkre, a spinekre és az izomer adatokra vonatkozó információk az alábbi forrásokból származnak:
  - Audi, Bersillon, Blachot, Wapstra. The Nubase2003 evaluation of nuclear and decay properties Archiválva 2011. július 16-i dátummal a Wayback Machine-ben, Nuc. Phys. A 729, pp. 3–128 (2003).
  - National Nuclear Data Center, Brookhaven National Laboratory. Information extracted from the NuDat 2.1 database (Hozzáférés ideje: Sept. 2005).
  - David R. Lide (ed.), Norman E. Holden in CRC Handbook of Chemistry and Physics, 85th Edition, online version. CRC Press. Boca Raton, Florida (2005). Section 11, Table of the Isotopes.